# Комбинационная логика
Комбинационная логика (комбинационная схема) в теории цифровых устройств — двоичная логика функционирования устройств комбинационного типа. У комбинационных устройств состояние выхода однозначно определяется набором входных сигналов, что отличает комбинационную логику от секвенциальной логики, в рамках которой выходное значение зависит не только от текущего входного воздействия, но и от предыстории функционирования цифрового устройства. Другими словами, секвенциальная логика предполагает наличие памяти, которая в комбинационной логике не предусмотрена.

## Характеристика
Комбинационная логика используется в вычислительных цепях для формирования входных сигналов и для подготовки данных, которые подлежат сохранению. На практике вычислительные устройства обычно сочетают комбинационную и секвенциальную логику. Например, арифметическое логическое устройство (АЛУ) содержит комбинационные узлы.
Математику комбинационной логики обеспечивает булева алгебра. Базовыми операциями являются:
- конъюнкция {\displaystyle x\land y};
- дизъюнкция {\displaystyle x\lor y};
- отрицание (инверсия) {\displaystyle \lnot x} или {\displaystyle {\bar {x}}}.

В комбинационных схемах используются логические элементы:
- конъюнктор (И);
- дизъюнктор (ИЛИ);
- инвертор (НЕ),

а также производные элементы:
- И-НЕ;
- ИЛИ-НЕ;
- Исключающее ИЛИ
- Эквивалентность (исключающее ИЛИ-НЕ).

Наиболее известными комбинационными устройствами являются сумматор, полусумматор, шифратор, дешифратор, мультиплексор и демультиплексор.

## Формы представления
Формы представления логических выражений основаны на понятиях «истина» (T — true) и «ложь» (F — false). В двоичном счислении — это соответствует значениям 1 и 0, которыми кодируются пропозициональные переменные. Выражения комбинационной логики могут быть представлены в форме таблицы истинности, либо в виде формулы булевой алгебры. Ниже показан пример таблицы истинности для трёх переменных.
| {\displaystyle x} | {\displaystyle y} | {\displaystyle z} | Логическая формула                                         | Результат |
| ----------------- | ----------------- | ----------------- | ---------------------------------------------------------- | --------- |
| F                 | F                 | F                 | {\displaystyle {\bar {x}}\land {\bar {y}}\land {\bar {z}}} | T         |
| F                 | F                 | T                 | {\displaystyle {\bar {x}}\land {\bar {y}}\land z}          | T         |
| F                 | T                 | F                 | {\displaystyle {\bar {x}}\land y\land {\bar {z}}}          | F         |
| F                 | T                 | T                 | {\displaystyle {\bar {x}}\land y\land z}                   | F         |
| T                 | F                 | F                 | {\displaystyle x\land {\bar {y}}\land {\bar {z}}}          | T         |
| T                 | F                 | T                 | {\displaystyle x\land {\bar {y}}\land z}                   | F         |
| T                 | T                 | F                 | {\displaystyle x\land y\land {\bar {z}}}                   | F         |
| T                 | T                 | T                 | {\displaystyle x\land y\land z}                            | T         |

Таблица истинности служит основой для представления логического выражения в виде алгебраической формулы:
{\displaystyle x\land {\bar {y}}\land {\bar {z}}\lor x\land y\land z.}
В отличие от таблицы логическая формула способна преобразовываться по правилам булевой алгебры. Таким образом находится сокращённое выражение:
{\displaystyle x\land ({\bar {y}}\land {\bar {z}}\lor y\land z).}
С точки зрения комбинационной логики представленные формулы определяют одну и ту же функцию. Разница в том, что сокращённая формула позволяет реализовать соответствующую комбинационную схему в более компактном виде.

## Минимизация логических формул
Минимизация (упрощение) формул комбинационной логики осуществляется по следующим правилам:
{\displaystyle (x\lor y)\land (x\lor z)=x\lor (y\land z),}
{\displaystyle (x\land y)\lor (x\land z)=x\land (y\lor z);}
{\displaystyle x\lor (x\land y)=x,}
{\displaystyle x\land (x\lor y)=x;}
{\displaystyle x\lor ({\bar {x}}\land y)=x\lor y,}
{\displaystyle x\land ({\bar {x}}\lor y)=x\land y;}
{\displaystyle (x\lor y)\land ({\bar {x}}\lor y)=y,}
{\displaystyle (x\land y)\lor ({\bar {x}}\land y)=y.}
Процедура минимизации (упрощения) позволяет упростить логическую функцию и, тем самым, добиться более компактной реализации комбинационных схем.